# Медаль обслуживающих заслуг (Южный Вьетнам)
Медаль обслуживающих заслуг — военная награда Южного Вьетнама.

## Описание
Медалью обслуживающих заслуг награждались воененослужащие со стажем в 6 месяцев образцовой военной службы в штате крупного военного командования.
Медаль состояла из двух классов:
- I - для офицеров
- II - для рядового состава.